# Иванов, Иван Михайлович (Герой Советского Союза)
Иван Михайлович Иванов (1923—1965) — старшина Советской Армии, участник Великой Отечественной войны, Герой Советского Союза (1945).

## Биография
Иван Иванов родился 4 сентября 1923 года в Сызрани (ныне — Самарская область). После окончания шести классов школы работал слесарем на железной дороге. В июне 1942 года Иванов был призван на службу в Рабоче-крестьянскую Красную Армию. Окончил учебный танковый батальон. С мая 1943 года — на фронтах Великой Отечественной войны. К январю 1945 года гвардии старший сержант Иван Иванов был механиком-водителем танка 54-й гвардейской танковой бригады 7-го гвардейского танкового корпуса 3-й гвардейской танковой армии 1-го Украинского фронта. Отличился во время освобождения Ченстоховы.
16 января 1945 года танк Иванова в числе первых вошёл в город Мстув и принял активное участие в его освобождение. В одном из боёв танк был подбит, но Иванов с экипажем его не покинул, продолжая вести огонь.
Указом Президиума Верховного Совета СССР от 10 апреля 1945 года гвардии старший сержант Иван Иванов был удостоен высокого звания Героя Советского Союза с вручением ордена Ленина и медали «Золотая Звезда».
В 1953 году в звании старшины Иванов был демобилизован. Вернулся в Сызрань, работал начальником охраны одного из местных заводов. Скоропостижно скончался 30 июля 1965 года.
Был также награждён рядом медалей.